# Инфинити (група)
Инфинити е българска джаз формация, създадена през 1998 година в София.
Членове на групата са:
- Велислав Стоянов – цугтромбон (член и на „Уикеда“),
- Михаил Йосифов – тромпет (също в „Уикеда“),
- Мирослав Иванов – китара (Please Shut Up Band),
- Веселин Веселинов - Еко - бас (известен от „Подуене блус бенд“ и „Зона Ц“, работи с),
- Атанас Попов – перкусия (също в „Уикеда“),
- Стефан Кожухаров – барабани, и
- Милен Кукошаров – клавишни.

През 1999 г. издават авторски студиен албум: „Happy Man Blues“, групата е известна с интерпретациите си на композиции на световни джаз музиканти.
През 1999 г. „Инфинити“ участват със специален концерт на Панаира на книгата в Лайпциг и на международния джаз фестивал в Банско. През 2000 и 2001 г. участват на фестивала „Аполония“.